# Hugo van den Wall Bake
Hugo Maurice van den Wall Bake (Arnhem, 18 maart 1913 – Velp, 22 januari 1981) was een Nederlandse luitenant-admiraal, Bevelhebber der Zeestrijdkrachten  en Chef Defensiestaf.
Van den Wall Bake was de derde van tot nu tot slechts zes naoorlogse luitenant-admiraals.

## Jeugd en vroege carrière
Van den Wall Bake werd geboren als telg uit het geslacht Bake en groeide op in Arnhem als zoon van Rudolf Herman Alexander van den Wall Bake (1878–1950) en Petronella Wilhelmina Boellaard (1886-1967).

Zijn oudere broer was luitenant-generaal Alexander van den Wall Bake.
Van de Wall Bake komt uit een familie met veel militairen. Zijn vader was beroepsofficier bij de artillerie en was van 1928 t/m 1934 als luitenant-kolonel commandant van het Korps Rijdende Artillerie,
Zijn grootvader was luitenant-kolonel der artillerie Alexander Maurits August van den Wall Bake (1852-1940),. van wie een andere zoon, William Archibald van den Wall Bake (1885-1979), luitenant-kolonel der huzaren was en een belangrijke rol speelde in het verzet in de Tweede Wereldoorlog.

Zijn andere grootvader, Edmond Boellaard van Tuyl (1856-1923), was eveneens officier, laatstelijk kapitein der artillerie, en een zoon van hem, Adolf Pieter Hendrik Boellaard (1882-1956), was als gepensioneerd luitenant-kolonel der Koninklijke Marechaussee in de meidagen van 1940 commandant van de Rotterdamse burgerwacht.
In 1930 begon hij zijn opleiding aan het Koninklijk Instituut voor de Marine (KIM). Na de opleiding werd hij op 20 september 1933 geplaatst op de torpedobootjagers Hr.Ms. Banckert en vertrok in 1933 hij naar Nederlands-Indië, waar hij in verschillende functies merendeels aan boord van verschillende schepen diende. Hij diende er onder andere op de torpedobootjager Hr.Ms. Van Nes, de lichte kruiser Hr.Ms. Java, torpedowerkschip Hr.Ms. Serdang  en Hr.Ms. Mijnenveger ‘A’.

## Tweede Wereldoorlog
Tijdens de Tweede Wereldoorlog diende hij onder andere op de kruiser Hr.Ms. Jacob van Heemskerck.

## Na de Tweede Wereldoorlog

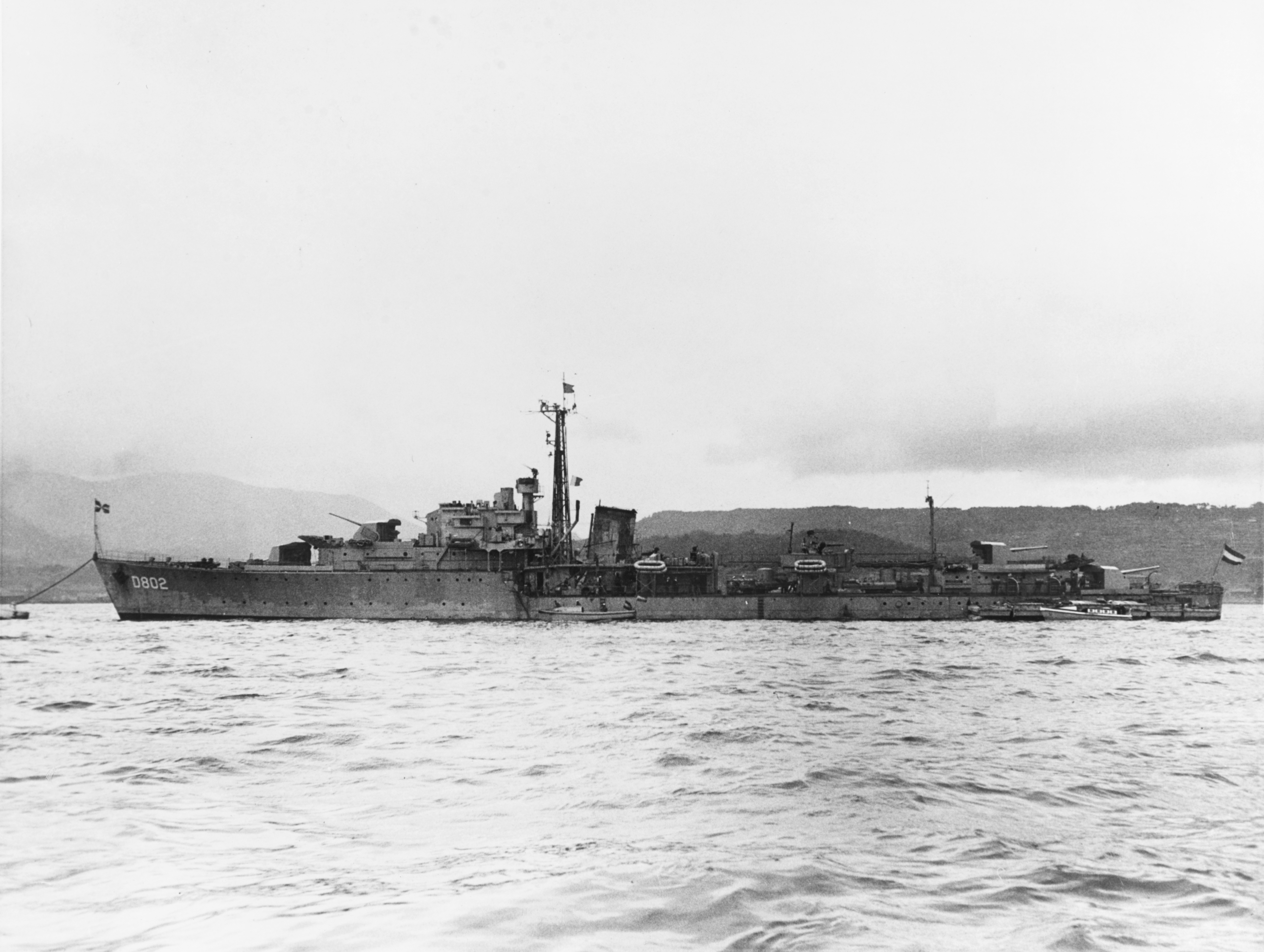
Hr.Ms. Evertsen (D 802) in 1951

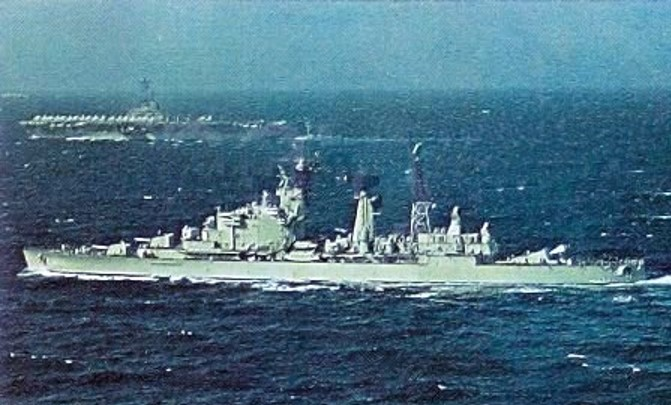
De Zeven Provinciën (C802) met op de achtergrond de USS Essex (CV-9)

Na de oorlog was hij onder andere als KLTZ eerste officier Hr.Ms. de Ruyter (1953-1954) en commandant van de Hr.Ms. Evertsen (D 802) (18 okt 1955).
Op 16 augustus 1957 werd hij bevorderd tot KTZ)
Op 7 april 1961 nam KTZ Van den Wall Bake het commando over de lichte kruiser Hr.Ms. De Zeven Provinciën (C802) over van KTZ A.E.J. Modderman. Op 12 januari 1962 droeg hij het over aan KTZ W.C.M. de Jonge van Ellemeet.

Aansluitend was hij tot 18 januari 1963 in de rang van commandeur commandant van Smaldeel 1

Daarna was hij van 1963 t/m 1965 Marine-attaché te Washington en Nederlands vertegenwoordiger bij de Supreme Allied Commander Atlantic (SACLANT), het hoofdcommando van de NAVO dat het gebied van en direct om de Atlantische Oceaan omvat. Vervolgens werd hij in 1966 gepromoveerd tot schout-bij-nacht, en werd hij Vlagofficier Materieel.

In 1967 volgde hij VADM A.H.J. van der Schatte Olivier op als Bevelhebber der Zeestrijdkrachten tevens Chef Marinestaf (BDZ/CMS) en werd bevorderd tot de rang van viceadmiraal.

In zijn laatste functie was van januari 1969 tot en met december 1971 als luitenant-admiraal Voorzitter Comité Verenigde Chefs van Staven, waarna hij opgevolgd werd door luitenant-generaal W. van Rijn van de landmacht en met functioneel leeftijdsontslag ging.

## Onderscheidingen
Ridder in de Orde van de Nederlandse Leeuw

 Officier in de Orde van Oranje-Nassau met de zwaarden bij KB 18 apr 1959 nr2

 Oorlogsherinneringskruis met 4 gespen

 Ereteken voor Orde en Vrede

 Onderscheidingsteken voor Langdurige Dienst als officier met jaarteken XXXV

 Huwelijksmedaille 1966 (Beatrix en  Claus) 

 Grande  Oficial na Ordem do Mérito Naval (26 juni 1968 ) (Grootofficier in de Orde van Verdienste voor de Marine) (Brazilië):p46

## Persoonlijk
Bake was een eerste keer gehuwd met Houkje van der Wal (1919-2000), uit welk huwelijk een zoon en een dochter geboren werden die net als hun moeder zich in Nieuw-Zeeland vestigden. In tweede echt was hij gehuwd met Louise Wilhelmine Bondam (1921–2004). Uit dit huwelijk werden drie zonen geboren, onder wie internist en nefroloog Warmold van den Wall Bake (1953).